# Persone di nome Isidoro
| Questa pagina contiene informazioni ricavate automaticamente dalle voci biografiche con l'ausilio del template Bio e di un bot. L'aggiornamento è periodico e automatico e ricostruisce completamente la pagina. Se manca una persona in questa lista, sei pregato di non aggiungerla, ma accertati piuttosto che la sua voce biografica contenga il template Bio e che i dati anagrafici siano correttamente compilati. Se il template Bio manca, inseriscilo tu stesso o, in alternativa, metti l'avviso {{tmp\|Bio}} che ne segnala la mancanza. Se i dati riportati sono sbagliati, correggi direttamente la voce biografica; le modifiche saranno visibili in questa lista entro pochi giorni. Per chiarimenti vedi il progetto antroponimi. La lista contiene solo le 52 persone che sono citate nell'enciclopedia e per le quali è stato implementato correttamente il template Bio. Pagina aggiornata al 22 lug 2025. |

Questa è una lista di persone presenti nell'enciclopedia che hanno il nome Isidoro, suddivise per attività principale.

## Archeologi(1)
- Isidoro Falchi, archeologo italiano (Montopoli in Val d'Arno, n. 1838 - Montopoli in Val d'Arno, † 1914)

## Architetti(2)
- Isidoro Affaitati, architetto e ingegnere italiano (Albogasio, n. 1622 - Varsavia)
- Isidoro di Mileto, architetto bizantino (Mileto, n. 442 - † 537)

## Arcivescovi cattolici(1)
- Isidoro Sánchez de Luna, arcivescovo cattolico italiano (Napoli, n. 1705 - † 1786)

## Arcivescovi ortodossi(1)
- Isidoro II Xanthopoulos, arcivescovo ortodosso greco († 1462)

## Attori teatrali(1)
- Isidoro Máiquez, attore teatrale spagnolo (Cartagena, n. 1768 - Granada, † 1820)

## Calciatori(6)
- Isidoro Artico, ex calciatore italiano (San Stino di Livenza, n. 1946)
- Isidoro Díaz, ex calciatore messicano (n. 1940)
- Isidoro La Bruna, calciatore italiano (Messina, n. 1896)
- Isidoro San José, ex calciatore spagnolo (Madrid, n. 1955)
- Isidoro Sota, calciatore messicano (n. 1902 - † 1976)
- Isidoro Urra, calciatore spagnolo (Sestao, n. 1916 - Santurtzi, † 2006)

## Cardinali(2)
- Isidoro di Kiev, cardinale bizantino (Malvasia - Roma, † 1463)
- Isidoro Verga, cardinale e vescovo cattolico italiano (Bassano in Teverina, n. 1832 - Roma, † 1899)

## Cestisti(1)
- Isidoro Marsan, cestista, allenatore di pallacanestro e imprenditore jugoslavo (Borgo Erizzo, n. 1925 - Zara, † 2016)

## Ciclisti su strada(1)
- Isidoro Piubellini, ciclista su strada italiano (Tartano, n. 1909 - Ronago, † 1986)

## Compositori(1)
- Isidoro Rossi, compositore italiano (Correggio, n. 1815 - Pavia, † 1884)

## Critici letterari(1)
- Isidoro Del Lungo, critico letterario e politico italiano (Montevarchi, n. 1841 - Firenze, † 1927)

## Educatori(1)
- Isidoro Ngei Ko Lat, educatore birmano (Taw Pon, n. 1918 - Shadaw, † 1950)

## Fantini(1)
- Isidoro Bianchini, fantino italiano (Travale - Massa Marittima, † 1829)

## Geografi(1)
- Isidoro di Carace, geografo greco antico

## Hockeisti su ghiaccio(1)
- Isidoro Alverà, ex hockeista su ghiaccio italiano (Cortina d'Ampezzo, n. 1945)

## Ingegneri(1)
- Isidoro di Mileto il Giovane, ingegnere bizantino (Mileto)

## Militari(1)
- Isidoro Wiel, militare e marinaio italiano (Padova, n. 1897 - Mare Adriatico, † 1928)

## Monaci cristiani(1)
- Isidoro di Pelusio, monaco cristiano greco antico (Alessandria d'Egitto)

## Partigiani(1)
- Isidoro Pestarino, partigiano italiano (Genova, n. 1920 - Genova, † 1944)

## Patrioti(1)
- Isidoro Mel, patriota, magistrato e politico italiano (San Fior, n. 1834 - Roma, † 1906)

## Pianisti(1)
- Isidoro Capitanio, pianista e compositore italiano (Brescia, n. 1874 - Brescia, † 1944)

## Pittori(2)
- Isidoro Bianchi, pittore e ingegnere italiano (Campione, n. 1581 - Campione, † 1662)
- Isidoro Santos Lozano Sirgo, pittore spagnolo (Logroño, n. 1826 - Madrid, † 1895)

## Politici(5)
- Isidoro Azzario, politico e sindacalista italiano (Pinerolo, n. 1884)
- Isidoro Del Re, politico italiano (Lucca, n. 1815 - † 1875)
- Isidoro Gottardo, politico italiano (Sacile, n. 1954 - Sacile, † 2025)
- Isidoro Maggi, politico, avvocato e imprenditore italiano (Arcidosso, n. 1840 - Arcidosso, † 1884)
- Isidoro Malmierca Peoli, politico, giornalista e rivoluzionario cubano (L'Avana, n. 1930 - L'Avana, † 2001)

## Presbiteri(2)
- Isidoro Chirulli, presbitero italiano (Martina Franca, n. 1683 - Martina Franca, † 1771)
- Isidoro Meschi, presbitero e giornalista italiano (Merate, n. 1945 - Busto Arsizio, † 1991)

## Religiosi(3)
- Isidoro Carini, religioso, paleografo e storiografo italiano (Palermo, n. 1843 - Roma, † 1895)
- Isidoro di Rostov, religioso e santo russo (Germania - † 1474)
- Isidoro di San Giuseppe, religioso belga (Vrasene, n. 1881 - Courtrai, † 1916)

## Rugbisti a 15(1)
- Isidoro Quaglio, rugbista a 15, allenatore di rugby a 15 e canottiere italiano (Rovigo, n. 1942 - Rovigo, † 2008)

## Sacerdoti(1)
- Isidoro, sacerdote egizio

## Santi(2)
- Isidoro l'Agricoltore, santo spagnolo (Madrid, n. 1080 - Madrid, † 1130)
- Isidoro di Chio, santo egiziano (Alessandria d'Egitto - Chio, † 251)

## Storici(2)
- Isidoro La Lumia, storico e politico italiano (Palermo, n. 1823 - Palermo, † 1879)
- Isidoro di Beja, storico e monaco cristiano portoghese (n. 711 - † 754)

## Tenori(1)
- Isidoro Fagoaga, tenore spagnolo (Navarra, n. 1893 - San Sebastián, † 1976)

## Teologi(2)
- Isidoro di Siviglia, teologo, scrittore e arcivescovo spagnolo (Cartagena - Siviglia, † 636)
- Isidoro Isolani, teologo italiano (Milano - Milano, † 1528)

## Vescovi cattolici(2)
- Isidoro Caja de la Jara, vescovo cattolico spagnolo († 1593)
- Isidoro Pentorio, vescovo cattolico italiano (Milano, n. 1568 - Asti, † 1622)

## Senza attività specificata(1)
- Isidoro I di Costantinopoli (Costantinopoli, † 1350)